# Muhteşem İkili
Muhteşem İkili è un serial televisivo drammatico turco composto da 12 puntate, trasmesso su Kanal D dal 1º novembre 2018 al 12 febbraio 2019, con protagonisti İbrahim Çelikkol, Kerem Bürsin, Özge Gürel e Öykü Karayel.

## Trama
Il dramma poliziesco segue le indagini condotte da due opposti agenti di polizia a Istanbul: Mert Barça, che fa parte di un'unità che combatte la criminalità organizzata nella parte asiatica della città, e Mustafa Kerim Can, conosciuto come MKC, un eccentrico poliziotto che si occupa della stessa posizione da parte europea.

## Puntate
| Stagione       | Puntate | Prima TV Turchia | Prima TV Italia |
| -------------- | ------- | ---------------- | --------------- |
| Prima stagione | 12      | 2018-2019        | inedita         |

## Personaggi e interpreti
- Mert Barça (episodi 1-12), interpretato da İbrahim Çelikkol. È un poliziotto che si sente in colpa per aver causato la morte della moglie. Riesce a trova gli assassini di sua moglie, consegnandoli alla giustizia. È il figlio di Feridun ed è innamorato di Nilüfer.
- Mustafa Kerim Can / MKC (episodi 1-12), interpretato da Kerem Bürsin. È un uomo d'affari e anche un esperto di missili. È il fratello maggiore di Nilüfer, marito di Yağmur e padre di Kaan.
- Nilüfer Can (episodi 1-12), interpretata da Özge Gürel. È la sorella di MKC. È innamorata di Barça.
- Yağmur Can (episodi 1-12), interpretata da Öykü Karayel. È la moglie di MKC e madre di Kaan.
- Yusuf Yıldırım (episodi 10-12), interpretato da Mahir Günşiray. È il nemico del Barça, nonché l'assassino di sua moglie.
- Feridun Barca (episodi 1-12), interpretato da Engin Şenkan. È il padre del Barça e uomo d'affari in pensione.
- Yüksel (episodi 1-12), interpretato da Zafer Algöz. È un vecchio amico di Barça e di MKC. Inoltre è stato complice degli assassini della moglie di Barça.
- Demiray (episodi 1-12), interpretato da Eren Hacısalihoğlu. È uno degli uomini di Demiray, nonché uno degli assassini della moglie di Barça.
- Semih (episodi 1-12), interpretato da Bora Koçak. È uno degli agenti della squadra di Barça.
- Volkan (episodi 1-12), interpretato da Sabahattin Yakut. È uno degli agenti della squadra di Barça.
- Metin "Meto" Meriç (episodi 1-12), interpretata da Özbek Kaplan. È uno degli agenti della squadra di Barça.
- Saffet (episodi 1-12), interpretato da Alper Baytekin. È uno degli agenti della squadra di Barça.
- Hasan (episodi 1-12), interpretato da Gökay Müftioğlu. È uno degli agenti della squadra di Barça.
- Barbaros (episodi 1-12), interpretato da Onur Ayçelik. È uno degli agenti della squadra di Barça.
- Kuzgun (episodi 5-6), interpretato da Şükrü Veysel Alankaya. È un nemico di Barça. Viene ucciso proprio da quest'ultimo.
- Kaan Can (episodi 1-12), interpretato da Fuat Fatih Odabaş. È il figlio di MKC e Yağmur.
- Yasemin (episodi 1-12), interpretata da Türkü Su Demirel. È una degli agenti della squadra di Barça.
- Hazan (episodi 1-12), interpretato da Alptekin Ertürk. È uno degli agenti della squadra di Barça.
- Sabri Hoca (episodi 1-12), interpretato da Erdem Alkan. È il capo di Barça.
- Alper (episodi 3-12), interpretato da Talat Can Büyükaltay. È un nemico di Barça.
- Köpek Sadri (episodi 2-3), interpretato da Uğur Yücel. È un amico di Feridun, che tratta bene Barça. Viene ucciso da Demiray.

## Produzione
La serie è diretta da Çağatay Tosun, scritta da Emre Özdür e Başar Başaran e prodotta da TMC Film.

### Riprese
Le riprese sono state effettuate interamente a Istanbul e nei dintorni.

## Promozione
L'esordio della serie, previsto per il 1º novembre 2018, è stato annunciato il 23 ottobre attraverso i profili social della serie, di Kanal D e della società di produzione TMC Film. I primi promo sono stati rilasciati da Kanal D dal 5 ottobre dello stesso anno e di conseguenza anche il poster.